# Torneig d'escacs Memorial Akiba Rubinstein
El Torneig d'escacs Memorial Akiba Rubinstein, més conegut simplement com a Memorial Rubinstein és un torneig d'escacs que se celebra anualment a Polanica-Zdrój, Polònia en honor del mite dels escacs Akiba Rubinstein. Rubinstein va morir el 1961, i el torneig disputà la seva primera edició el 1963.
L'època daurada del torneig va ser l'última dècada del segle xx, quan hi participaren jugadors de l'elit mundial com ara Vesselín Topàlov, Víktor Kortxnoi, Serguei Dolmàtov, Oleg Romànixin, Aleksandr Beliavski, Jaan Ehlvest, Joel Lautier o Susan Polgar. El més fort i memorable torneig va tenir lloc el 1998, quan Anatoli Kàrpov (Campió del món regnant de la FIDE) va acabar miserablement amb 4/9 punts després de perdre davant Michal Krasenkow i Serguei Rublevski, en una edició que va ser dominada per Borís Guélfand, seguit per Aleksei Xírov i un grup de quatre GMs d'elit incloent Michal Krasenkow, Vassil Ivantxuk, Péter Lékó i Serguei Rublevski.
Desafortunadament, a començaments del segle xxi, el nivell del Memorial es va ensorrar a causa de problemes financers, i hi va haver anys en què no es va poder celebrar, mentre que en altres no hi havia torneig de GMs.
Normalment el torneig es divideix en diversos subtorneigs que agrupen els jugadors per rànquing, o per edats. El torneig principal és usualment un torneig tancat round-robin, mentre que la resta es disputen per sistema suís.

## Quadre d'honor
| #  | Any     | Guanyador                                               | #RR   |
| -- | ------- | ------------------------------------------------------- | ----- |
| 1  | 1963    | Nikola Padevsky (Bulgària)                              | 16    |
| 2  | 1964    | Andrzej Filipowicz (Polònia) · Bruno Parma (Iugoslàvia) | 16    |
| 3  | 1965    | Evgeni Vasiukov (USSR)                                  | 14    |
| 4  | 1966    | Vassili Smislov (USSR)                                  | 15    |
| 5  | 1967    | Semyon Furman (USSR)                                    | 16    |
| 6  | 1968    | Vassili Smislov (USSR)                                  | 16    |
| 7  | 1969    | Laszlo Barczay (Hongria)                                | 16    |
| 8  | 1970    | Jan Smejkal (Txecoslovàquia)                            | 16    |
| 9  | 1971    | Helmut Pfleger (Alemanya)                               | 16    |
| 10 | 1972    | Jan Smejkal (Txecoslovàquia)                            | 16    |
| 11 | 1973    | Włodzimierz Schmidt (Polònia)                           | 14    |
| 12 | 1974    | Vladimir Karasev (USSR)                                 | 16    |
| 13 | 1975    | Iuri Averbakh (USSR)                                    | 16    |
| 14 | 1976    | Guennadi Timoshchenko (USSR)                            | 15    |
| 15 | 1977    | Vlastimil Hort (Txecoslovàquia)                         | 18    |
| 16 | 1978    | Mark Tseitlin (USSR)                                    | 15    |
| 17 | 1979    | Yuri Razuvayev (USSR)                                   | 16    |
| 18 | 1980    | Oleg Romànixin (USSR)                                   | 14    |
| 19 | 1981    | Włodzimierz Schmidt (Polònia)                           | 14    |
| 20 | 1982    | Lothar Vogt (RDA)                                       | 15    |
| 21 | 1983    | Viacheslav Dydyshko (USSR)                              | 15    |
| 22 | 1984    | Guennadi Zaichik (USSR)                                 | 16    |
| 23 | 1985    | Konstantin Lerner (USSR)                                | 16    |
| 24 | 1986    | Peter Lukacs (Txecoslovàquia)                           | 13    |
| 25 | 1987    | Uwe Boensch (RDA)                                       | 13    |
| 26 | 1988    | Aleksandr Txernín (USSR)                                | 15    |
| 27 | 1989    | Igor Novikov (USSR)                                     | 16    |
| 28 | 1991    | Joël Lautier (França)                                   | 12    |
| 29 | 1992    | Oleg Romànixin (Ucraïna)                                | 12    |
| 30 | 1993    | Guennadi Sossonko (Països Baixos)                       | 12    |
| 31 | 1994    | Plantilla:Country data Belarús                          | Obert |
| 32 | 1995    | Vesselín Topàlov (Bulgària)                             | 12    |
| 33 | 1996    | Aleksandr Beliavski (Eslovènia)                         | 12    |
| 34 | 1997    | Serguei Rublevski (Rússia)                              | 10    |
| 35 | 1998    | Plantilla:Country data Belarús                          | 10    |
| 36 | 1999    | Loek van Wely (Països Baixos)                           | 10    |
| 37 | 2000    | Borís Guélfand (Israel)                                 | 10    |
| 38 | 2001    | Vladimir Baklan (Ucraïna)                               | Obert |
| 39 | 2002    | Oleksandr Zúbarev (Ucraïna)                             | Obert |
| 40 | 2003    | David Navara (República Txeca)                          | Obert |
| 41 | 2005    | Paweł Czarnota (Polònia)                                | Obert |
| 42 | 2006[2] | Robert Kempiński (Polònia)                              | 10    |
| 43 | 2007    | Bartosz Soćko (Polònia)                                 | 10    |
| 44 | 2008    | Oleksandr Moissèienko (Ucraïna)                         | 10    |
| 45 | 2009    | Wojciech Moranda (Polònia)                              | Obert |
| 46 | 2010[3] | Kacper Piorun (Polònia)                                 | Obert |
| 47 | 2011[1] | Aleksander Hnydiuk (Polònia)                            | 10    |
| 51 | 2015[4] | Tomasz Warakomski (Polònia)                             | 10    |
| 52 | 2016    | Marcin Szeląg (Polònia)                                 | Obert |
| 53 | 2017    | Tomasz Warakomski (Polònia)                             | Obert |
| 54 | 2018    | Artur Frolov (Ucraïna)                                  | Obert |